# Olympische Jugend-Winterspiele 2016/Teilnehmer (Belgien)
| Gelbes Symbol für Goldmedaillen mit stilisierten Olympischen Ringen | Graues Symbol für Silbermedaillen mit stilisierten Olympischen Ringen | Braundes Symbol für Bronzemedaillen mit stilisierten Olympischen Ringen |
| ------------------------------------------------------------------- | --------------------------------------------------------------------- | ----------------------------------------------------------------------- |
| —                                                                   | 1                                                                     | —                                                                       |

Belgien nahm an den Olympischen Jugend-Winterspielen 2016 im norwegischen Lillehammer mit neun Athleten in sieben Sportarten teil.

## Medaillen
Mit einer gewonnenen Silbermedaille belegte das belgische Team – gemeinsam mit der Slowakei – Platz 24 im Medaillenspiegel.

## Sportarten

### Biathlon
| Athleten      | Wettbewerb       | Zeit (Schießfehler) | Rang |
| ------------- | ---------------- | ------------------- | ---- |
| Jungen        |                  |                     |      |
| Tim De Ridder | 7,5 km Sprint    | 26:11,4 min (6)     | 48   |
| Tim De Ridder | 10 km Verfolgung | 43:00,9 min (2)     | 48   |

### Eishockey
| Athleten            | Wettbewerb       | Qualifikation | Qualifikation | Finale             | Finale             |
| Athleten            | Wettbewerb       | Punkte        | Rang          | Punkte             | Rang               |
| ------------------- | ---------------- | ------------- | ------------- | ------------------ | ------------------ |
| Mädchen             |                  |               |               |                    |                    |
| Chinouk Van Calster | Skills-Challenge | 11            | 9             | nicht qualifiziert | nicht qualifiziert |

### Freestyle-Skiing

#### Skicross
| Athleten         | Wettbewerb | Qualifikation | Qualifikation | Vorlauf | Vorlauf | Halbfinale | Finale   |
| Athleten         | Wettbewerb | Zeit          | Rang          | Punkte  | Rang    | Position   | Position |
| ---------------- | ---------- | ------------- | ------------- | ------- | ------- | ---------- | -------- |
| Jungen           |            |               |               |         |         |            |          |
| Xander Vercammen | Skicross   | 44,14 s       | 5             | 14      | 6       | 1          | Silber   |

### Shorttrack
| Athleten     | Wettbewerb | Viertelfinale | Viertelfinale | Halbfinale   | Halbfinale | Halbfinale   | Finale |
| Athleten     | Wettbewerb | Zeit          | Rang          | Zeit         | Rang       | Zeit         | Rang   |
| ------------ | ---------- | ------------- | ------------- | ------------ | ---------- | ------------ | ------ |
| Jungen       |            |               |               |              |            |              |        |
| Stijn Desmet | 500 m      | 42,993 s      | 1             | 42,846 s     | 3          | 42,716 s     | 4      |
| Stijn Desmet | 1000 m     | 1:34,578 min  | 3             | 1:28,946 min | 3          | 1:41,829 min | 7      |

### Ski Alpin
| Jungen        |              |             |     |                    |                    |                    |                    |
| Sam Maes      | Super-G      |             |     |                    |                    | 1:13,30 min        | 23                 |
| Sam Maes      | Riesenslalom | 1:19,62 min | 10  | 1:19,18 min        | 8                  | 2:38,80 min        | 7                  |
| Sam Maes      | Slalom       | 53,63 s     | 28  | 50,59 s            | 10                 | 1:44,22 min        | 19                 |
| Sam Maes      | Kombination  | 1:13,63 min | 22  | 1:04,27 min        | 30                 | 2:17,90 min        | 30                 |
| Mädchen       |              |             |     |                    |                    |                    |                    |
| Kim Vanreusel | Super-G      |             |     |                    |                    | DNF                | DNF                |
| Kim Vanreusel | Riesenslalom | DNF         | DNF | nicht qualifiziert | nicht qualifiziert | nicht qualifiziert | nicht qualifiziert |
| Kim Vanreusel | Slalom       | 57,27 s     | 12  | 52,57 s            | 11                 | 1:49,84 min        | 12                 |

| Athleten               | Wettbewerb     | Achtelfinale | Viertelfinale      | Halbfinale         | Finale             |                    |
| ---------------------- | -------------- | ------------ | ------------------ | ------------------ | ------------------ | ------------------ |
| Gemischt               |                |              |                    |                    |                    |                    |
| Sam Maes Kim Vanreusel | Teamwettbewerb | 1:3 Schweiz  | nicht qualifiziert | nicht qualifiziert | nicht qualifiziert | nicht qualifiziert |

### Skilanglauf
| Athleten         | Wettbewerb       | Qualifikation | Qualifikation | Viertelfinale      | Viertelfinale      | Halbfinale         | Halbfinale         | Finale             | Finale             |
| Athleten         | Wettbewerb       | Zeit          | Rang          | Zeit               | Rang               | Zeit               | Rang               | Zeit               | Rang               |
| ---------------- | ---------------- | ------------- | ------------- | ------------------ | ------------------ | ------------------ | ------------------ | ------------------ | ------------------ |
| Jungen           |                  |               |               |                    |                    |                    |                    |                    |                    |
| Thibaut De Marre | Cross            | 3:19,67 min   | 31            |                    |                    | nicht qualifiziert | nicht qualifiziert | nicht qualifiziert | nicht qualifiziert |
| Thibaut De Marre | Sprint klassisch | 3:15,32 min   | 34            | nicht qualifiziert | nicht qualifiziert | nicht qualifiziert | nicht qualifiziert | nicht qualifiziert | nicht qualifiziert |
| Thibaut De Marre | 10 km Freistil   |               |               |                    |                    |                    |                    | 26:10,2 min        | 25                 |

### Snowboard

#### Halfpipe
| Athleten          | Wettbewerb | Finale       | Finale       | Finale       | Finale           | Finale |
| Athleten          | Wettbewerb | Durchgang 1  | Durchgang 2  | Durchgang 3  | Bester Durchgang | Rang   |
| ----------------- | ---------- | ------------ | ------------ | ------------ | ---------------- | ------ |
| Jungen            |            |              |              |              |                  |        |
| Stef Van De Weyer | Halfpipe   | 22,25 Punkte | 48,25 Punkte | 44,25 Punkte | 48,25 Punkte     | 13     |

#### Slopestyle
| Athleten          | Wettbewerb | Finale       | Finale       | Finale           | Finale |
| Athleten          | Wettbewerb | Durchgang 1  | Durchgang 2  | Bester Durchgang | Rang   |
| ----------------- | ---------- | ------------ | ------------ | ---------------- | ------ |
| Jungen            |            |              |              |                  |        |
| Stef Van De Weyer | Slopestyle | 73,00 Punkte | 36,00 Punkte | 73,00 Punkte     | 9      |
| Mädchen           |            |              |              |                  |        |
| Manon Suffys      | Slopestyle | 21,25 Punkte | 53,75 Punkte | 53,75 Punkte     | 11     |